# Felice Gimondi
Felice Gimondi est un coureur cycliste professionnel italien né le 29 septembre 1942 à Sedrina près de Bergame en Lombardie et mort le 16 août 2019 à Giardini-Naxos en Sicile,.
Professionnel de 1965 à 1979, il a notamment remporté le Tour de France 1965 dès sa première saison chez les professionnels mais également le Tour d'Italie en 1967, 1969 et 1976 et le Tour d'Espagne en 1968. Coureur polyvalent, il a également brillé sur les courses d'un jour où il compte à son palmarès le titre mondial en 1973, Paris-Roubaix, Milan-San Remo et deux Tours de Lombardie.
Il détient le record du nombre de podiums au Tour d'Italie (9). 

## Biographie

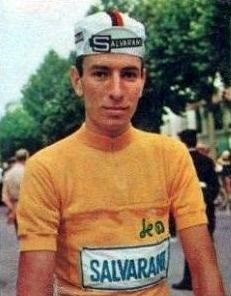
Felice Gimondi en 1965.

Vainqueur du Tour de l'Avenir en 1964, Felice Gimondi passe professionnel en 1965 sous les couleurs de l'équipe Salvarani, dont il reste membre jusqu'en 1973. Il a alors opté pour l'équipe Bianchi.

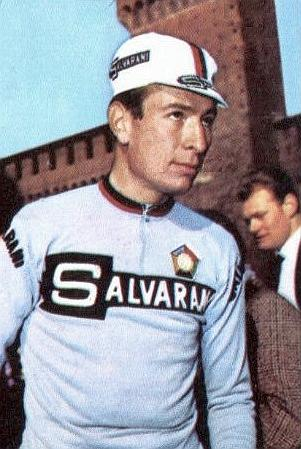
Felice Gimondi en 1969.

Dès sa première saison chez les professionnels, il remporte le Tour de France 1965, où il doit sa participation au forfait de Bruno Fantinato, blessé au genou. L'année suivante, il triomphe dans les classiques nordistes Paris-Roubaix et Paris-Bruxelles, avant de dominer Jacques Anquetil sur le Tour d'Italie 1967. Durant cette course, qui est le dernier grand tour d'Anquetil, les favoris restent proches au classement général avant l'étape de montagne se terminant aux Trois cimes de Lavaredo. Celle-ci est annulée car, sous la pluie, la route est transformée en « bourbier », obligeant les voitures à s'arrêter. Le lendemain, Jacques Anquetil perd 27 secondes sur les favoris, mais prend le maillot rose. Lors de l'avant-dernière étape, il est attaqué à plusieurs reprises. Gimondi finit par porter l'assaut décisif : échappé solitaire, il gagne avec quatre minutes d'avance. Jacques Anquetil s'estime volé, affirmant que Felice Gimondi a pu s'échapper en étant emmené par la voiture du directeur de course adjoint. Il termine troisième de ce Giro, derrière Felice Gimondi et Franco Balmamion. Les propos de Jacques Anquetil seront corroborés en 2012 sur son lit de mort par Giovanni Michelotti, le directeur de course de l'époque.
Il a remporté deux fois le Grand Prix des Nations (1967, 1968) en 3 participations (il fut également deuxième en 1966 derrière Jacques Anquetil) qui, avant la création du championnat du monde du contre-la-montre en 1994, était considéré comme un championnat du monde officieux de la spécialité.
Il arrête sa carrière sur route en 1978 au Tour d'Émilie. Il fait sa dernière apparition en tant que professionnel lors d'un Six Jours en 1979. À sa reconversion, il devient propriétaire d'une compagnie d'assurances, gérant d'un restaurant et châtelain près d'Almè.
Il laisse l'image d'un grand coureur, mais un homme très dur avec ses coéquipiers. Un coureur qui fut aussi souvent au centre de polémiques et d'arrangements, fréquents dans le cyclisme de l'époque. Il fut l'un des grands concurrents d'Eddy Merckx et dans le cœur des Italiens, le successeur de Fausto Coppi. 
Felice Gimondi meurt le 16 août 2019 à l'âge de 76 ans des suites d'un arrêt cardiaque lors d'une baignade à Giardini-Naxos, en Sicile.

## Caractéristiques
« Excellent grimpeur, très efficace contre la montre et capable, à l'occasion, de remporter une classique au sprint », Felice Gimondi est un coureur complet. Cette qualité lui a valu « un palmarès aussi dense que varié ».

## Palmarès, résultats et distinctions

### Palmarès amateur
| - 1962 - 2e de Trento-Monte Bondone - 1963 - Coppa Martiri della Libertà - Milan-Varzi - Tour du Frioul-Vénétie julienne - 3e de la Coppa Mignini Ponte | - 1964 - Tour du Latium amateurs - Trofeo Caduti Medesi - Tour de l'Avenir : - Classement général - 1re étape |  |

### Palmarès professionnel
| - 1965 - Tour de France - Classement général - 3e, 18e (contre-la-montre) et 22e (contre-la-montre) étapes - 2e de la Flèche wallonne - 2e du Grand Prix de Forli - 3e du Tour d'Italie - 3e des Trois vallées varésines - 4e du Tour de Romandie - 5e du Super Prestige Pernod - 1966 - Paris-Roubaix - Paris-Bruxelles - 3eb étape du Tour de Romandie (contre-la-montre) - 20e étape du Tour d'Italie - Grand Prix Valsassina - 3e étape de la Cronostafetta (contre-la-montre) - Corsa Coppi - Coppa Agostoni - Tour de Lombardie - Coppa Placci - 2e du Trophée Matteotti - 2e du Critérium des As - 2e du Grand Prix des Nations - 2e du Grand Prix de Lugano - 2e du Super Prestige Pernod - 3e du Tour de Toscane - 5e du Tour d'Italie - 10e du Tour des Flandres - 10e de la Flèche wallonne - 10e du Tour de Romandie - 1967 - Classement général du Tour d'Italie - Grand Prix de Forli - 10e et 20e étapes du Tour de France - Tour du Latium - Grand Prix des Nations - Grand Prix de Lugano (contre-la-montre) - 2e du Tour de Lombardie - 3e de la Coppa Bernocchi - 3e de l'Escalade de Montjuïc - 3e du Super Prestige Pernod - 3e du Critérium des As - 4e de Milan-San Remo - 4e du Tour des Flandres - 7e du Tour de France - 1968 - Champion d'Italie sur route - Flèche enghiennoise - Tour d'Espagne : - Classement général - 17e étape (contre-la-montre) - 16e étape du Tour d'Italie (contre-la-montre) - Grand Prix de Forli - Grand Prix de l'industrie de Belmonte-Piceno - Tour de Romagne - Grand Prix des Nations - Critérium des As - Trophée Baracchi (avec Jacques Anquetil) - 2e du Tour de Catalogne - 2e du Super Prestige Pernod - 2e du Grand Prix de Lugano - 2e de À travers Lausanne - 3e de Gand-Wevelgem - 3e du Tour d'Italie - 3e de Paris-Luxembourg - 4e de la Flèche wallonne - 6e du championnat du monde sur route - 7e du Tour de Lombardie - 1969 - 5ea étape de Paris-Nice (contre-la-montre par équipes) - Grand Prix de l'industrie de Belmonte-Piceno - Tour de Romandie : - Classement général - 1rea étape (contre-la-montre par équipes) - Classement général du Tour d'Italie - Grand Prix de Forli - 12e étape du Tour de France - 1re étape de Paris-Luxembourg - Tour des Apennins - 1re étape de l'Escalade de Montjuïc - 2e du Tour des Flandres - 2e de Paris-Luxembourg - 2e du Super Prestige Pernod - 2e de l'Escalade de Montjuïc - 3e du Circuit de Larciano - 3e du Tour d'Émilie - 4e de Paris-Roubaix - 4e du Tour de France - 7e de Liège-Bastogne-Liège - 1970 - 5eb étape de Tirreno-Adriatico (contre-la-montre) - Prologue du Tour de Romandie (contre-la-montre par équipes) - 6e étape du Tour de Suisse - Trophée Matteotti - 2e de Gênes-Nice - 2e de la course de côte du mont Faron (contre-la-montre) - 2e du Tour d'Italie - 2e du championnat d'Italie sur route (Tour de Vénétie) - 2e du GP Montelupo - 2e du Tour de Lombardie - 3e du Tour de Sardaigne - 3e de Tirreno-Adriatico - 3e des Trois vallées varésines - Médaillé de bronze du championnat du monde sur route - 5e du Super Prestige Pernod - 8e du Tour de Suisse | - 1971 - Grand Prix de Wallonie - Circuit de Larciano - Prologue du Tour de Romandie - 7e et 18e étapes du Tour d'Italie - Grand Prix de Forli - 2e étape de la Cronostafetta (contre-la-montre) - Tour du Piémont - 2e de Milan-San Remo - 2e du Grand Prix de la ville de Camaiore - 2e du championnat d'Italie sur route (Grand Prix de Prato) - Médaillé d'argent du championnat du monde sur route - 3e du Grand Prix de l'industrie de Belmonte-Piceno - 5e du Tour de Catalogne - 6e du Super Prestige Pernod - 7e du Tour d'Italie - 8e de Paris-Roubaix - 9e de Liège-Bastogne-Liège - 9e du Tour de Lombardie - 1972 - Champion d'Italie sur route - Grand Prix de Lugano (contre-la-montre) - Tour de Catalogne : - Classement général - 5eb étape - Tour des Apennins - 2e de Gand-Wevelgem - 2e du Grand Prix de Forli - 2e du Tour de France - 2e du Tour du Piémont - 2e du Trophée Baracchi (avec Davide Boifava) - 3e du Tour d'Émilie - 3e du Tour de Lombardie - 6e de Tirreno-Adriatico - 7e du Super Prestige Pernod - 8e du Tour d'Italie - 10e du championnat du monde sur route - 1973 - Champion du monde sur route - Tour des Pouilles : - Classement général - 1re étape - Prologue du Tour de Romandie (contre-la-montre par équipes) - 16e étape du Tour d'Italie (contre-la-montre) - Grand Prix de Forli - Coppa Bernocchi - Tour du Piémont - Tour de Lombardie - Trophée Baracchi (avec Martín Emilio Rodríguez) - 2e du Tour d'Italie - 2e d'À travers Lausanne - 3e de Milan-San Remo - 3e du Circuit de Larciano - 4e du Super Prestige Pernod - 6e du Tour de Romandie - 7e de Tirreno-Adriatico - 1974 - Milan-San Remo - Coppa Agostoni - 1re étape d'À travers Lausanne - 2e du Grand Prix de Forli - 2e du championnat d'Italie sur route (Milan-Vignola) - 2e d'À travers Lausanne - 3e du Trofeo Laigueglia - 3e du Tour d'Italie - 3e du Tour d'Ombrie - 3e de la Coppa Placci - 10e du Super Prestige Pernod - 1975 - 10e étape du Tour de France - 2e du Tour d'Émilie - 3e de la Coppa Placci - 3e du Tour d'Italie - 3e du Circuit de Larciano - 5e de Tirreno-Adriatico - 6e du Tour de France - 1976 - Circuit de Larciano - Tour d'Italie : - Classement général - 21e étape - Paris-Bruxelles - 7e du championnat du monde sur route - 7e de Tirreno-Adriatico - 8e du Super Prestige Pernod - 1977 - 2e du Tour du Latium - 3e de Sassari-Cagliari - 4e du Tour de Romandie |  |

### Résultats sur les grands tours

#### Tour d'Italie
14 participations :
- 1965 : 3e
- 1966 : 5e, vainqueur de la 20e étape
- 1967 :  Vainqueur du classement général,  maillot rose pendant 2 jours
- 1968 : 3e, vainqueur de la 16e étape (contre-la-montre)
- 1969 :  Vainqueur du classement général,  maillot rose pendant 7 jours
- 1970 : 2e
- 1971 : 7e, vainqueur des 7e et 18e étapes
- 1972 : 8e
- 1973 : 2e, vainqueur de la 16e étape (contre-la-montre)
- 1974 : 3e
- 1975 : 3e
- 1976 :  Vainqueur du classement général, vainqueur de la 21e étape,  maillot rose pendant 13 étapes
- 1977 : 15e
- 1978 : 11e

#### Tour de France
Felice Gimondi fait partie des coureurs ayant remporté au moins deux étapes du Tour de France sur plus de dix années. Il participe cinq fois au Tour de France au cours de sa carrière.
- 1965 :  Vainqueur du classement général, vainqueur du prix de la combativité et des 3e, 18e (contre-la-montre) et 22e (contre-la-montre) étapes,  maillot jaune pendant 19 étapes
- 1967 : 7e, vainqueur des 10e et 20e étapes
- 1969 : 4e, vainqueur de la 12e étape
- 1972 : 2e
- 1975 : 6e, vainqueur de la 10e étape

#### Tour d'Espagne
1 participation
- 1968 :  Vainqueur du classement général, vainqueur de la 17e étape (contre-la-montre),  maillot jaune pendant 4 jours

### Classiques
Le tableau ci-dessous présente les différents classements de Felice Gimondi sur les classiques majeures de son époque.
| Année | Milan- San Remo | Tour des Flandres | Gand-Wevelgem | Paris-Roubaix | Liège- Bastogne-Liège | Flèche wallonne | Tour de Lombardie | Mondial - course en ligne |
| ----- | --------------- | ----------------- | ------------- | ------------- | --------------------- | --------------- | ----------------- | ------------------------- |
| 1965  | 41e             |                   |               |               | 24e                   | 2e              |                   |                           |
| 1966  | 24e             | 10e               |               | Vainqueur     | 17e                   | 10e             | Vainqueur         | 11e                       |
| 1967  | 4e              | 4e                | 37e           |               |                       | 27e             | 2e                | 29e                       |
| 1968  | 51e             |                   | 3e            | 20e           |                       | 4e              | 7e                | 6e                        |
| 1969  | 61e             | 2e                |               | 4e            | 7e                    |                 | 11e               |                           |
| 1970  | 45e             | 12e               | 10e           |               |                       |                 | 2e                | 3e                        |
| 1971  | 2e              |                   |               | 8e            | 9e                    |                 | 9e                | 2e                        |
| 1972  | 64e             | 17e               | 2e            |               |                       |                 | 3e                | 10e                       |
| 1973  | 3e              |                   |               |               |                       |                 | Vainqueur         | Vainqueur                 |
| 1974  | Vainqueur       |                   |               |               |                       |                 | 11e               | Abandon                   |
| 1975  | 52e             |                   |               |               |                       |                 |                   | 16e                       |
| 1976  | 62e             | 41e               |               |               |                       |                 | 24e               | 7e                        |
| 1977  | 58e             |                   |               |               |                       |                 |                   | 11e                       |
| 1978  | 75e             |                   |               |               |                       |                 |                   |                           |

### Palmarès sur piste
| - 1968 - 2e des Six Jours de Milan (avec Rudi Altig) - 1972 - Six Jours de Milan (avec Sigi Renz) - 3e des Six Jours de Grenoble (avec Norbert Seeuws) - 1973 - 3e des Six Jours de Grenoble (avec Gerben Karstens) - 3e des Six Jours de Milan (avec Sigi Renz) - 1976 - Champion d'Italie d'omnium - 2e des Six Jours de Milan (avec Rik Van Linden) - 3e des Six Jours de Grenoble (avec Patrick Sercu) | - 1977 - Champion d'Italie d'omnium - Six Jours de Milan (avec Rik Van Linden) - 1978 - Champion d'Italie d'omnium - 3e des Six Jours de Milan (avec Donald Allan) - 3e des Six Jours de Grenoble (avec René Pijnen) - 1979 - 3e du championnat d'Italie d'omnium - 3e des Six Jours de Milan (avec Patrick Sercu) |

### Distinctions
En 2002, Felice Gimondi fait partie des coureurs retenus dans le Hall of Fame de l'Union cycliste internationale.
- Trophée Tuttosport : 1971, 1972 (2e: 1970)
- Trophée San Silvestro d'Oro : 1972, 1973 (2e: 1970, 1971; 3e: 1968)
- Mendrisio d'or : 1973
- Son équipe italienne Salvarani remporte la Coupe du Monde Intermarques en 1967
- 2e du Super Prestige Pernod : 1966, 1968, 1969 (3e : 1967, 1973)
- Membre du Hall of Fame du Tour d'Italie : 2013[7]

Le 7 mai 2015, en présence du président du Comité national olympique italien (CONI), Giovanni Malagò, a été inauguré le Walk of Fame du sport italien dans le parc olympique du Foro Italico de Rome, le long de Viale delle Olimpiadi. 100 tuiles rapportent chronologiquement les noms des athlètes les plus représentatifs de l'histoire du sport italien. Sur chaque tuile figure le nom du sportif, le sport dans lequel il s'est distingué et le symbole du CONI. L'une de ces tuiles lui est dédiée.